# Mystère à Venise
Série Hercule Poirot de Kenneth Branagh
Mort sur le Nil
(2022)
Pour plus de détails, voir Fiche technique et Distribution.
Mystère à Venise (A Haunting in Venice) est un film policier américano-britannique réalisé par Kenneth Branagh et sorti en 2023.
Il s'agit de l'adaptation cinématographique du roman La Fête du potiron d'Agatha Christie. Il fait suite aux films Le Crime de l'Orient-Express (2017) et Mort sur le Nil (2022) également réalisés par Kenneth Branagh. Ce dernier interprète par ailleurs le célèbre détective privé belge Hercule Poirot.

## Synopsis
1947, Hercule Poirot s'est désormais retiré à Venise. Il a engagé un ancien policier local, Vitale Portfoglio, comme garde du corps pour bloquer toute personne voulant lui proposer une nouvelle affaire. Dans cette ville sinistrée par la Seconde Guerre mondiale, il reçoit tout de même la visite de son amie écrivaine à succès, Ariadne Oliver. Cette dernière veut absolument qu'il l'accompagne à une séance de spiritisme dans un vieux palazzo prétendument hanté, le jour d'Halloween. Miss Oliver veut prouver coûte que coûte que la médium Joyce Reynolds est une menteuse et escroc. La séance est organisée par Rowena Drake, une chanteuse d'opéra qui espère pouvoir communiquer avec sa fille défunte, Alicia, qui s'est apparemment suicidée un an plus tôt. Accompagné de Miss Oliver et de son garde du corps italien, Hercule Poirot rencontre donc au palazzo la maîtresse des lieux, sa gouvernante Olga Seminoff, le Dr Leslie Ferrier et son jeune fils surdoué Leopold, ainsi que Maxime Gérard, l'ex-fiancé d'Alicia. Dans la soirée, Joyce Reynolds arrive, accompagnée de son assistante. Poirot parvient rapidement à prouver la supercherie, mais des phénomènes étranges se produisent, et le laissent sceptique et troublé. Par ailleurs, vers minuit, Joyce Reynolds est tuée, Hercule Poirot va alors devoir reprendre du service.

## Fiche technique
- Titre original : A Haunting in Venice
- Titre français : Mystère à Venise
- Réalisation : Kenneth Branagh
- Scénario : Michael Green, d'après le roman La Fête du potiron d'Agatha Christie
- Musique : Hildur Guðnadóttir
- Direction artistique : Peter Russell
- Décors : John Paul Kelly
- Costumes : Sammy Sheldon
- Montage : Lucy Donaldson
- Photographie : Haris Zambarloukos
- Production : Kenneth Branagh et Judy Hofflund
  - Production déléguée : Mark Gordon, Simon Kinberg, Ridley Scott et James Prichard
- Sociétés de production : Scott Free Productions, Kinberg Genre et The Mark Gordon Company
- Sociétés de distribution : 20th Century Studios, Walt Disney Studios Motion Pictures
- Budget : 60 millions de dollars[1]
- Pays de production :  États-Unis,  Royaume-Uni
- Langue originale : anglais
- Format : couleur — 1,85 : 1
- Genre : thriller, policier
- Durée : 103 minutes
- Dates de sortie : 
  - France, Suisse : 13 septembre 2023
  - États-Unis, Royaume-Uni : 15 septembre 2023
- Classification[2] :
  - États-Unis : PG-13 (les enfants de moins de 13 ans doivent être accompagnées d'un adulte)
  - France : Tout public avec avertissement lors de sa sortie en salles et déconseillé aux moins de 10 ans à la télévision.

## Distribution
- Kenneth Branagh (VF : Bernard Lanneau ; VQ : François Trudel) : Hercule Poirot
- Tina Fey (VF : Stéphanie Lafforgue ; VQ : Mélanie Laberge) : Ariadne Oliver
- Kelly Reilly (VF : France Renard ; VQ : Véronique Marchand) : Rowena Drake, cantatrice d'opéra
- Camille Cottin (VF et VQ : elle-même) : Olga Seminoff, la gouvernante
- Kyle Allen (VF : Gauthier Battoue ; VQ : Marc-André Brunet) : Maxime Gerard
- Jamie Dornan (VF : Valentin Merlet ; VQ : Éric Bruneau) : Dr Leslie Ferrier
- Jude Hill (VF et VQ : Noé Henri Rouillard) : Leopold Ferrier
- Riccardo Scamarcio (VF : Sylvain Agaësse ; VQ : Frédérik Zacharek) : Vitale Portfoglio
- Michelle Yeoh (VF : Yumi Fujimori ; VQ : Nathalie Coupal) : Joyce Reynolds
- Ali Khan (en) (VF et VQ : Philippe Vanasse-Paquet) : Nicholas Holland
- Emma Laird (en) (VF : Chloé Renaud ; VQ : Célia Gouin-Arsenault) : Desdemona Holland
- Rowan Robinson (en) : Alicia Drake
- Amir El-Masry (en) : Alessandro Longo
- Vanessa Ifediora (en) : la nonne

 Source et légende : version française (VF) sur RS Doublage

## Production
En mars 2022, le président de 20th Century Studios, Steve Asbell, révèle qu'un script d'un 3e film a été écrit par Michael Green et que Kenneth Branagh sera de retour comme réalisateur et acteur principal. Il est précisé que l'intrigue sera basée sur une œuvre moins connue que celles des deux précédents volets,. Le projet est confirmé officiellement en octobre 2022, avec les arrivées de Jamie Dornan, Tina Fey, Jude Hill, Kelly Reilly et Michelle Yeoh.

### Tournage
Le tournage débute le 31 octobre 2022. Il se déroule en Angleterre, notamment dans les studios de Pinewood, et à Venise.

## Accueil

### Accueil critique
En France, le site Allociné propose une moyenne de 2,8⁄5, fondée sur 17 critiques de presse. Le site internet de IMDb attribue une moyenne de 6,5/10 sur plus de 97 000 avis,. 

### Box-office
| Pays ou région    | Box-office      | Date d'arrêt du box-office | Nombre de semaines |
| ----------------- | --------------- | -------------------------- | ------------------ |
| États-Unis Canada | 42 471 412 $    | 16 novembre 2023           | 9                  |
| France            | 756 736 entrées | 22 novembre 2023           | 10                 |
| Total mondial     | 122 290 456 $   | 24 décembre 2023           | 15                 |